# Liste der Baudenkmäler in Ludwigsstadt
Auf dieser Seite sind die Baudenkmäler in der oberfränkischen Stadt Ludwigsstadt zusammengestellt. Diese Tabelle ist eine Teilliste der Liste der Baudenkmäler in Bayern. Grundlage ist die Bayerische Denkmalliste, die auf Basis des Bayerischen Denkmalschutzgesetzes vom 1. Oktober 1973 erstmals erstellt wurde und seither durch das Bayerische Landesamt für Denkmalpflege geführt wird. Die folgenden Angaben ersetzen nicht die rechtsverbindliche Auskunft der Denkmalschutzbehörde.

Diese Liste gibt den Fortschreibungsstand vom 24. Oktober 2024 wieder und enthält 48 Baudenkmäler.

## Baudenkmäler nach Gemeindeteilen

### Ludwigsstadt
| Lage                                                                          | Objekt                                               | Beschreibung | Akten-Nr.                        | Bild                         |
| ----------------------------------------------------------------------------- | ---------------------------------------------------- | --- | -------------------------------- | ---------------------------- |
| Kronacher Straße 5 (Standort)                                                 | Putzbau mit Mezzaningeschoss                         | Mitte 19. Jahrhundert | D-4-76-152-2 Wikidata            | Putzbau mit Mezzaningeschoss |
| Kronacher Straße 13 (Standort)                                                | Ehemaliges Gefängnis                                 | Dreigeschossiger Walmdachbau, verputzt, mit Ecklisenen, Mitte 19. Jahrhundert | D-4-76-152-3 Wikidata            | weitere Bilder               |
| Kronacher Straße 22a (Standort)                                               | Ehemalige Brauerei Jahns-Bräu, Wohngebäude           | Lang gestrecktes, traufständiges Gebäude mit einseitig abgewalmtem Satteldach Zweigeschossiges Wohnhaus, mit dekorativer Putzfassade mit Gesimsgliederung, Eckpilastern und Fensterrahmen, im Stil des Neobarock, bezeichnet „1906“, Inneres um 1920 modernisiert; mit Ausstattung                             | D-4-76-152-4 Wikidata            | weitere Bilder               |
| Kronacher Straße 22a (Standort)                                               | Ehemalige Brauerei Jahns-Bräu, Mälzerei              | Lang gestrecktes, traufständiges Gebäude mit einseitig abgewalmtem Satteldach Dreigeschossiger Massivbau mit Stichbogenrahmen, Putzfassade und rückwärtigem Turm mit Satteldach, gleichzeitig, um 1960 erstes Obergeschoss und Turm umfunktioniert und Inneres zeittypisch erneuert; mit Ausstattung           | D-4-76-152-4 zugehörig           | weitere Bilder               |
| Lauensteiner Straße 1 (Standort)                                              | Rathaus, ehemaliger Salzstadel, später Amtsgericht   | Dreiflügeliger, dreigeschossiger Satteldachbau, Südflügel im Kern spätmittelalterlich, sonst frühes 19. Jahrhundert | D-4-76-152-5 Wikidata            | weitere Bilder               |
| Lauensteiner Straße 18 (Standort)                                             | Profanierte Marienkapelle                            | Rundbau, wohl um 1100, zweites Obergeschoss mit Fachwerk und Zeltdach 1907 | D-4-76-152-6 Wikidata            | weitere Bilder               |
| Lauensteiner Straße 40 (Standort)                                             | Polizeiinspektion, ehemaliges Krankenhaus            | Zweigeschossiger Satteldachbau mit Mittelrisalit und verzierter Backsteinfassade, gegen 1900 | D-4-76-152-7 Wikidata            | weitere Bilder               |
| Lauensteiner Straße 59 (Standort)                                             | Wohnhaus                                             | Zweigeschossiger Walmdachbau auf schiefwinkligem Grundriss mit Sandsteingliederungen, verputzt, Schieferdeckung, 1834/1835; mit Ausstattung | D-4-76-152-8 Wikidata            | weitere Bilder               |
| Marktgasse 1 (Standort)                                                       | Wohnhaus                                             | Zweigeschossiger Halbwalmdachbau, verputzt, 18./19. Jahrhundert, Erdgeschoss durch Ladeneinbau verändert | D-4-76-152-9 Wikidata            | Wohnhaus                     |
| Marktplatz 1 (Standort)                                                       | Altes Rathaus                                        | Zweigeschossiger Bau mit Fachwerkobergeschoss, zur Hälfte abgewalmtem Mansarddach, Schieferdeckung und Dachreiter, 1746–1749 | D-4-76-152-10 Wikidata           | weitere Bilder               |
| Marktplatz 3 (Standort)                                                       | Wohnhaus                                             | Zweigeschossiger Halbwalmdachbau am Hang mit hohem Sockelgeschoss, verputzt, 18. Jahrhundert | D-4-76-152-11 Wikidata           | Wohnhaus                     |
| Marktplatz 4 (Standort)                                                       | Evangelisches Pfarrhaus                              | Zweigeschossiger Mansardwalmdachbau mit Fachwerkobergeschoss, 1738 Einfriedung mit Hoftor, 19. Jahrhundert | D-4-76-152-12 Wikidata           | weitere Bilder               |
| Marktplatz 4 (Standort)                                                       | Evangelisches Pfarrhaus, Nebengebäude                | Erdgeschossiger Blockbau mit Krüppelwalmdach, 1786 | D-4-76-152-12 zugehörig Wikidata | weitere Bilder               |
| Marktplatz 5 (Standort)                                                       | Kindergarten, ursprünglich Schloss, später Schulhaus | Zweiflügeliger, dreigeschossiger Bau mit flachem Walmdach und Sandsteingliederungen, 1783–1785 über älterem Kern, Umbauten des späten 19. Jahrhunderts | D-4-76-152-13 Wikidata           | weitere Bilder               |
| Marktplatz 6 (Standort)                                                       | Evangelisch-lutherische Pfarrkirche St. Michael      | Turm im Kern spätmittelalterlich mit welscher Haube von 1771/72, Langhaus mit Walmdach 1791/92; mit Ausstattung | D-4-76-152-1 Wikidata            | weitere Bilder               |
| Marktplatz 7 (Standort)                                                       | Apotheke                                             | Halbwalmdachbau, Obergeschoss und Giebel Fachwerk, 18. Jahrhundert, Erdgeschoss durch Laden teilweise verändert | D-4-76-152-14 Wikidata           | weitere Bilder               |
| Rosengasse 1 (Standort)                                                       | Wohnhaus                                             | Zweigeschossiger Fachwerk- und Blockbau mit Zwerchhaus, verschiefert, 18./19. Jahrhundert | D-4-76-152-43 Wikidata           | weitere Bilder               |
| Rosengasse 16a (Standort)                                                     | Wohnstallhaus                                        | Halbwalmdachbau mit verschiefertem Obergeschoss, 1844 | D-4-76-152-15 Wikidata           | Wohnstallhaus                |
| Südwestlich des Marktplatzes (Standort)                                       | Trogenbachbrücke                                     | Eisenbahnbrücke der Bahnstrecke Hochstadt-Marktzeuln–Probstzella, Fischbauchträger-Stahlkonstruktion (Umbau 1924) zwischen vier- und einjochiger Stützbogenanlage aus Schiefermauerwerk, 1881–85 von Schrenk (Mauerwerk) und Freitag (Eisenkonstruktion), zentrale Pfeiler 1935 mit Betonummantelung verstärkt | D-4-76-152-16 Wikidata           | weitere Bilder               |
| Bahnstrecke Hochstadt-Marktzeuln–Probstzella, Bahnkilometer 45,977 (Standort) | Wasserdurchlass                                      | Schmale Unterführung mit geradem oberen Abschluss, Sandsteinquaderwerk, wohl um 1885 | D-4-76-152-58 Wikidata           | BW                           |

### Ebersdorf
| Lage                                | Objekt                                                  | Beschreibung | Akten-Nr.              | Bild                              |
| ----------------------------------- | ------------------------------------------------------- | --- | ---------------------- | --------------------------------- |
| Angerstraße 1 (Standort)            | Nebengebäude                                            | Ehemaliger Schafstall, zweiflügeliger, zweigeschossiger Satteldachbau, Fachwerkobergeschoss, 18. Jahrhundert          | D-4-76-152-17 Wikidata | BW                                |
| Angerstraße 7 (Standort)            | Nebengebäude                                            | Ehemaliger Schafstall, zweigeschossiger Halbwalmdachbau, Obergeschoss und Giebel verschiefert, 18./19. Jahrhundert    | D-4-76-152-18 Wikidata | Nebengebäude                      |
| Angerstraße 21 (Standort)           | Nebengebäude                                            | Ehemaliger Schafstall, Untergeschoss in Blockbau, Obergeschoss mit Holzgalerie, Krüppelwalmdach, wohl 18. Jahrhundert | D-4-76-152-19 Wikidata | Nebengebäude                      |
| Angerstraße 22 (Standort)           | Evangelisch-lutherische Pfarrkirche St. Maria Magdalena | Chorturmkirche, im Kern spätmittelalterlich, Langhaus mit Mansardhalbwalmdach 1739/40; mit Ausstattung                | D-4-76-152-20 Wikidata | weitere Bilder                    |
| Angerstraße (Standort)              | Tanzanger mit hölzernem Angerhaus                       | In der heutigen Erscheinung wohl um 1800                                                                              | D-4-76-152-27 Wikidata | Tanzanger mit hölzernem Angerhaus |
| In der Trabe 1 (Standort)           | Wohnhaus                                                | Zweigeschossiger, traufständiger Halbwalmdachbau mit verschiefertem Obergeschoss, erste Hälfte 19. Jahrhundert        | D-4-76-152-21 Wikidata | Wohnhaus                          |
| Ludwigsstädter Straße 1 (Standort)  | Stadel                                                  | Satteldachbau mit Fachwerkobergeschoss, 1838                                                                          | D-4-76-152-22 Wikidata | Stadel                            |
| Ludwigsstädter Straße 21 (Standort) | Wohnhaus                                                | Zweigeschossiger, giebelständiger Halbwalmdachbau mit verschiefertem Obergeschoss, erste Hälfte 19. Jahrhundert       | D-4-76-152-24 Wikidata | Wohnhaus                          |
| Ludwigsstädter Straße 23 (Standort) | Wohnhaus                                                | Zweigeschossiger, giebelständiger Halbwalmdachbau mit verschiefertem Obergeschoss, erste Hälfte 19. Jahrhundert       | D-4-76-152-25 Wikidata | Wohnhaus                          |

### Falkenstein
| Lage                                 | Objekt                          | Beschreibung                                                                                                 | Akten-Nr.                        | Bild           |
| ------------------------------------ | ------------------------------- | --- | -------------------------------- | -------------- |
| Steinbach an der Haide 66 (Standort) | Villa Falkenstein               | Ehemalige Waldgaststätte mit Biergarten, erdgeschossiger Satteldachbau mit Kniestock, Fachwerk, im Kern 1855 | D-4-76-152-44 Wikidata           | weitere Bilder |
| Steinbach an der Haide 66 (Standort) | Villa Falkenstein, Nebengebäude | Zweigeschossiger Walmdachbau                                                                                 | D-4-76-152-44 zugehörig Wikidata | weitere Bilder |

### Lauenhain
| Lage | Objekt                                              | Beschreibung | Akten-Nr.                        | Bild           |
| --- | --------------------------------------------------- | --- | -------------------------------- | -------------- |
| Frankenwaldstraße 18 (Standort)                                                                             | Evangelisch-lutherische Filialkirche St. Franziskus | Saalbau mit Mansardwalmdach, Chorturm mit welscher Haube, 1737–1739 über spätmittelalterlicher Anlage; mit Ausstattung | D-4-76-152-28 Wikidata           | weitere Bilder |
| Höhenweg 4 (Standort)                                                                                       | Ehemaliges Forsthaus                                | Zweigeschossiger Halbwalmdachbau, fast vollständig verschiefert, spätes 18. Jahrhundert | D-4-76-152-29 Wikidata           | BW             |
| Nordöstlich des Ortes an der Landesgrenze Bayern/Thüringen (Standort)                                       | Sogenannte Lehestener Brücke oder Loquitzbrücke     | Ehemalige Eisenbahnbrücke der Bahnstrecke Ludwigsstadt–Lehesten, dreijochige Stützbogenanlage aus Diabas- und Schiefermauerwerk, 1885, Brückenbrüstung aus Beton von 1925 | D-4-76-152-53 Wikidata           | weitere Bilder |
| Am Schönwappenweg, etwa 1,6 km südöstlich von Lauenhain (Standort)                                          | Grenzstein                                          | Mit Bayreuther und Sächsischem Wappen, 1727 Der Landesgrenzstein Nr. 625 trägt auf der bayerischen Seite das Wappen der Markgrafschaft Bayreuth, den Brandenburger Adler, darunter die Inschrift „V.G.G.G.F.C.M.Z.B. 1727“ (= Von Gottes Gnaden Georg Friedrich Carl Markgraf zu Brandenburg). Die thüringische Seite zeigt das Wappen des Herzogtums Sachsen-Coburg-Saalfeld und darunter die Inschrift „V.G.G.J.E.H.Z.S.J.C.V.B. 1727“ (= Von Gottes Gnaden Johann Ernst Herzog zu Sachsen Jülich Cleve und Berg). Der Grenzstein ähnelt optisch sehr stark dem im selben Jahr gesetzten Landesgrenzstein Nr. 629; vermutlich wurden beide vom selben Meister geschaffen. | D-4-76-152-56 Wikidata           | weitere Bilder |
| Am Schönwappenweg, etwa 1,8 km südöstlich von Lauenhain (Standort)                                          | Grenzstein                                          | Mit Bayreuther und Sächsischem Wappen, 1727 Der Landesgrenzstein Nr. 629 trägt auf der bayerischen Seite das Wappen der Markgrafschaft Bayreuth, den Brandenburger Adler, darunter die Inschrift „V.G.G.F.C.M.Z.B. 1727“ (= Von Gottes [Gnaden] Georg Friedrich Carl Markgraf zu Brandenburg). Die thüringische Seite zeigt das Wappen des Herzogtums Sachsen-Coburg-Saalfeld und darunter die Inschrift „V.G.G.J.E.H.Z.S.J.C.V.B. 1727“ (= Von Gottes Gnaden Johann Ernst Herzog zu Sachsen Jülich Cleve und Berg). Der Grenzstein ähnelt optisch sehr stark dem im selben Jahr gesetzten Landesgrenzstein Nr. 625; vermutlich wurden beide vom selben Meister geschaffen. | D-4-76-152-56 zugehörig Wikidata | weitere Bilder |
| Taubenwinkel, an der thüringischen Grenze, etwa zwei Kilometer südöstlich des Ortes am Eppenberg (Standort) | Grenzstein, sogenannter Dreiwappenstein am Kießlich | Sandstein, 1717 | D-4-76-152-30 Wikidata           | weitere Bilder |

### Lauenstein
| Lage                                                                     | Objekt                                           | Beschreibung | Akten-Nr.              | Bild           |
| ------------------------------------------------------------------------ | ------------------------------------------------ | --- | ---------------------- | -------------- |
| Burgstraße 3/4 (Standort)                                                | Burg Lauenstein                                  | Kernbau zweiflügelige, dreigeschossige Anlage, südlich Orlamündeflügel, im Kern hochmittelalterlich, Umbauten im 16. Jahrhundert, nördlich Thünaflügel, 1551–54; mit Ausstattung Innere Ringmauer, 12. Jahrhundert Äußerer Bering, 15. Jahrhundert Toranlage mit Wehrturm, um 1600 Nordmauer mit Holzgalerie von 1571 aus dem Pfannenhof in Nürnberg (1902 eingebaut) Vorburg mit Amtshaus, 1749, und Pfarrhaus, 1831 | D-4-76-152-32 Wikidata | weitere Bilder |
| Burgstraße, Innenhof der Burg Lauenstein (Standort)                      | Kreuzstein                                       | Sandstein, 1711 Dieser Gedenkstein ist rund 113 cm hoch, 45 cm breit und 20 cm tief. Die Vorderseite zeigt ein stark verwittertes Relief der Kreuzigungsgruppe. Über den Figuren von Maria und Johannes am Fuß des Kreuzes sind zwei weitere, nicht mehr zu identifizierende Halbfiguren dargestellt, vermutlich die Stifter des Steins. Ein Relief am Kreuzkopf ist ebenfalls nicht mehr zu bestimmen. Die Rückseite des Gedenksteins ziert das Relief eines Lateinischen Kreuzes. Von einer in den Kreuzfuß eingemeißelten Inschrift ist nur das Fragment „Johan“ lesbar, unter dem Querbalken befindet sich – durch den Kreuzstamm getrennt – die Jahreszahl „1711“. In der Vierung des Kreuzes ist ein Eisenring befestigt. An den Schmalseiten des Gedenksteins befinden sich kleine hervortretende Felder. Als Aufsatz trägt er ein etwa 80 cm hohes und 56 cm breites verziertes Kreuz aus Schmiedeeisen.:54 | D-4-76-152-35 Wikidata | weitere Bilder |
| Orlamünder Straße 35 (Standort)                                          | Evangelisches Pfarrhaus                          | Zweigeschossiger Halbwalmdachbau mit Putzgliederung, 1831 | D-4-76-152-34 Wikidata | weitere Bilder |
| Orlamünder Straße 35a (Standort)                                         | Evangelisch-lutherische Pfarrkirche St. Nikolaus | Chorturmkirche, im Kern spätmittelalterlich, Langhaus mit Walmdach und Turmoberbau mit welscher Haube 1787; mit Ausstattung | D-4-76-152-33 Wikidata | weitere Bilder |
| Salzlecke (Standort)                                                     | Thüringer Warte                                  | Aussichtsturm, Stahlkonstruktion mit Verkleidung und Rundkanzelaufsatz, 1963 von Ludwig Feuerpfeil, 1993 saniert | D-4-76-152-54 Wikidata | weitere Bilder |
| Westlich des Ortes an der Grenze nach Thüringen ()                       | Grenzstein                                       | Fragment, mit Bayreuther und Sächsischem Wappen, 1725 | D-4-76-152-36 Wikidata |                |
| Westlich, nördlich und östlich des Ortes an der Grenze nach Thüringen () | Grenzsteine                                      | Bezeichnet mit „KB“ (Königreich Bayern) und „HSM“ (Herzogtum Sachsen-Meiningen) oder „HM“ (Herzogtum Meiningen), mit Grenzgräben, um 1820 | D-4-76-152-45 Wikidata |                |

### Leinenmühle
| Lage                           | Objekt              | Beschreibung                                           | Akten-Nr.              | Bild                |
| ------------------------------ | ------------------- | ------------------------------------------------------ | ---------------------- | ------------------- |
| Kronacher Straße 42 (Standort) | Ehemaliges Gasthaus | Zweigeschossiger, verschieferter Halbwalmdachbau, 1851 | D-4-76-152-37 Wikidata | Ehemaliges Gasthaus |

### Ottendorf
| Lage                            | Objekt        | Beschreibung                                                             | Akten-Nr.              | Bild |
| ------------------------------- | ------------- | ------------------------------------------------------------------------ | ---------------------- | ---- |
| Lehestener Straße 60 (Standort) | Wohnstallhaus | Zweigeschossiger, verschieferter Halbwalmdachbau, spätes 18. Jahrhundert | D-4-76-152-38 Wikidata | BW   |

### Steinbach an der Haide
| Lage                                                                  | Objekt                                              | Beschreibung | Akten-Nr.                        | Bild           |
| --------------------------------------------------------------------- | --------------------------------------------------- | --- | -------------------------------- | -------------- |
| In Steinbach an der Haide (Standort)                                  | Evangelisch-lutherische Pfarrkirche St. Elisabeth   | Langhaus zu zwei Achsen mit Satteldach, eingezogener Chor, Dachreiter mit Zwiebelkuppel, 17. Jahrhundert über Kern des 13. Jahrhunderts; mit Ausstattung | D-4-76-152-39 Wikidata           | weitere Bilder |
| Steinbach an der Haide 2 (Standort)                                   | Wohnstallhaus                                       | Zweigeschossiger, giebelständiger Bau mit Verschieferung und Krüppelwalmdach, erste Hälfte 19. Jahrhundert | D-4-76-152-40 Wikidata           | weitere Bilder |
| Steinbach an der Haide 49 (Standort)                                  | Ehemaliges Gasthaus Ziermann                        | Zweigeschossiger Walmdachbau mit Eckquaderung und segmentförmiger Tordurchfahrt, verputzt, 1874 | D-4-76-152-47 Wikidata           | weitere Bilder |
| Steinbach an der Haide 49 (Standort)                                  | Ehemaliges Gasthaus Ziermann, vieleckiges Göpelhaus | Holzbau mit Zeltdach, weitere Nebengebäude, 19. Jahrhundert | D-4-76-152-47 zugehörig Wikidata | BW             |
| Bärenbach, südlich des Ortes, an der Grenze nach Thüringen (Standort) | Grenzstein                                          | Mit Bayreuther und sächsischem Wappen, 1727 Der Landesgrenzstein Nr. 554 trägt auf der bayerischen Seite das Wappen der Markgrafschaft Bayreuth, den Brandenburger Adler, darunter die Inschrift „V.G.G.F.C.M.Z.B. 1727“ (= Von Gottes [Gnaden] Georg Friedrich Carl Markgraf zu Brandenburg). Die thüringische Seite zeigt das Wappen der Herzogtums Sachsen und darunter die Inschrift „V.G.J.E.H.Z.S.J.C.V.B. 1727“ (= Von Gottes [Gnaden] Johann Ernst Herzog zu Sachsen Jülich Cleve und Berg). | D-4-76-152-41 Wikidata           | weitere Bilder |
| Bärenbach, südlich des Ortes, an der Grenze nach Thüringen (Standort) | Grenzstein                                          | Mit Bayreuther und sächsischem Wappen, 1727 Der Landesgrenzstein Nr. 558 trägt auf der bayerischen Seite das Wappen der Markgrafschaft Bayreuth, den Brandenburger Adler, darunter die Inschrift „V.G.G.F.C.M.Z.B. 1727“ (= Von Gottes [Gnaden] Georg Friedrich Carl Markgraf zu Brandenburg). Die thüringische Seite zeigt das Wappen der Herzogtums Sachsen und darunter die Inschrift „V.G.J.E.H.Z.S.J.C.V.B. 1727“ (= Von Gottes [Gnaden] Johann Ernst Herzog zu Sachsen Jülich Cleve und Berg). | D-4-76-152-41 zugehörig Wikidata | weitere Bilder |
| Bärenbach, südlich des Ortes, an der Grenze nach Thüringen (Standort) | Grenzstein                                          | Mit Bayreuther und sächsischem Wappen, 1727 Der Landesgrenzstein Nr. 563 trägt auf der bayerischen Seite das Wappen der Markgrafschaft Bayreuth, den Brandenburger Adler, darunter die Inschrift „V.G.G.F.C.M.Z.B. 1727“ (= Von Gottes [Gnaden] Georg Friedrich Carl Markgraf zu Brandenburg). Die thüringische Seite zeigt das Wappen der Herzogtums Sachsen und darunter die Inschrift „V.G.J.E.H.Z.S.J.C.V.B. 1727“ (= Von Gottes [Gnaden] Johann Ernst Herzog zu Sachsen Jülich Cleve und Berg). | D-4-76-152-41 zugehörig Wikidata | weitere Bilder |
| Bärenbach, südlich des Ortes, an der Grenze nach Thüringen (Standort) | Grenzstein                                          | Mit Bayreuther und sächsischem Wappen, 1727 Der Landesgrenzstein Nr. 570 trägt auf der bayerischen Seite das Wappen der Markgrafschaft Bayreuth, den Brandenburger Adler, darunter die Inschrift „V.G.G.F.C.M.Z.B. 1727“ (= Von Gottes [Gnaden] Georg Friedrich Carl Markgraf zu Brandenburg). Die thüringische Seite zeigt das Wappen der Herzogtums Sachsen und darunter die Inschrift „V.G.J.E.H.Z.S.J.C.V.B. 1727“ (= Von Gottes [Gnaden] Johann Ernst Herzog zu Sachsen Jülich Cleve und Berg). | D-4-76-152-41 zugehörig Wikidata | weitere Bilder |

### Steinbachsmühle
| Lage                                           | Objekt                           | Beschreibung | Akten-Nr.                        | Bild           |
| ---------------------------------------------- | -------------------------------- | --- | -------------------------------- | -------------- |
| Steinbach an der Haide 63; Gießbach (Standort) | Steinbachsmühle                  | Mühlengehöft, zweigeschossiges, verschiefertes Wohnhaus mit flachem Krüppelwalmdach, bezeichnet mit „1868“, mit Mühle (westlich) und Scheuer (östlich) zusammengebaut Reste des Mühlengerinnes | D-4-76-152-46 Wikidata           | weitere Bilder |
| Steinbach an der Haide 63; Gießbach (Standort) | Steinbachsmühle, Gesindewohnhaus | Zweigeschossiger Satteldachbau mit Verschieferung, Wetterfahne bezeichnet mit „1696“ | D-4-76-152-46 zugehörig Wikidata | weitere Bilder |
| Steinbach an der Haide 63; Gießbach (Standort) | Steinbachsmühle, Nebengebäude    | Verschalte Holzkonstruktion mit Frackdach und Satteldach | D-4-76-152-46 zugehörig Wikidata | BW             |

### Unterneuhüttendorf
| Lage                         | Objekt                | Beschreibung                                                                             | Akten-Nr.              | Bild                  |
| ---------------------------- | --------------------- | ---------------------------------------------------------------------------------------- | ---------------------- | --------------------- |
| Am Kupferhammer 4 (Standort) | Gasthaus Kupferhammer | Halbwalmdachbau mit eingeschossigem Standerker in Ecklage und Fachwerkobergeschoss, 1800 | D-4-76-152-42 Wikidata | Gasthaus Kupferhammer |

## Ehemalige Baudenkmäler
In diesem Abschnitt sind Objekte aufgeführt, die früher einmal in der Denkmalliste eingetragen waren, jetzt aber nicht mehr. Objekte, die in anderem Zusammenhang – also z. B. als Teil eines Baudenkmals – weiter eingetragen sind, sollen hier nicht aufgeführt werden. Aktennummern in diesem Abschnitt sind ehemalige, jetzt nicht mehr gültige Aktennummern.
| Lage                                                | Objekt          | Beschreibung | Akten-Nr.              | Bild          |
| --------------------------------------------------- | --------------- | --- | ---------------------- | ------------- |
| Ebersdorf Ludwigsstädter Straße 15 (Standort)       | Wohnstallhaus   | Zweigeschossiger, traufständiger Halbwalmdachbau, Obergeschoss und Giebel verschiefert, erste Hälfte 19. Jahrhundert | D-4-76-152-23 Wikidata | Wohnstallhaus |
| Ebersdorf Ludwigsstädter Straße 33 (Standort)       | Halbwalmdachbau | Verschiefertes Obergeschoss, erste Hälfte 19. Jahrhundert                                                            |                        | BW            |
| Ebersdorf Tettauer Straße 16 (Standort)             | Stallteil       | Flachsatteldach, 1841                                                                                                | D-4-76-152-26 Wikidata | BW            |
| Oberneuhüttendorf Lauensteiner Straße 95 (Standort) | Satteldachbau   | 1833 |                        | BW            |

## Abgegangene Baudenkmäler
In diesem Abschnitt sind Objekte aufgeführt, die früher einmal in der Denkmalliste eingetragen waren, jetzt aber nicht mehr existieren, z. B. weil sie abgebrochen wurden. Aktennummern in diesem Abschnitt sind ehemalige, jetzt nicht mehr gültige Aktennummern.
| Lage                                          | Objekt         | Beschreibung | Akten-Nr.              | Bild           |
| --------------------------------------------- | -------------- | --- | ---------------------- | -------------- |
| Ludwigsstadt Kronacher Straße 11 (Standort)   | Wohnstallhaus  | Zweigeschossiger, giebelständiger Halbwalmdachbau, Fachwerkobergeschoss verschiefert, Ende 18. Jahrhundert Das Gebäude wurde im Oktober 2013 abgebrochen. | D-4-76-152-51 Wikidata | BW             |
| Ludwigsstadt Lauensteiner Straße 2 (Standort) | Mansarddachbau | Dreigeschossig, Kern wohl 18. Jahrhundert Das Gebäude wurde im Frühjahr 2016 abgebrochen.                                                                 |                        | Mansarddachbau |